# Berberis iberica
Berberis iberica là một loài thực vật có hoa trong họ Hoàng mộc. Loài này được Stev. & Fisch. ex DC. mô tả khoa học đầu tiên năm 1821.